# John Sutherlin
John Sutherlin (ur.  1936, Dallas) – amerykański brydżysta, World International Master w kategorii Open oraz Senior Life Master (WBF).

## Wyniki brydżowe

### Olimpiady
Na olimpiadach uzyskał następujące rezultaty:
| Olimpiady Brydżowe. Zawody teamów | Olimpiady Brydżowe. Zawody teamów | Olimpiady Brydżowe. Zawody teamów | Olimpiady Brydżowe. Zawody teamów | Olimpiady Brydżowe. Zawody teamów | Olimpiady Brydżowe. Zawody teamów |
| Rok                               | Miejsce                           | Zawody                            | Kategoria                         | Drużyna                           | Pozycja                           |
| --------------------------------- | --------------------------------- | --------------------------------- | --------------------------------- | --------------------------------- | --------------------------------- |
| 2000                              | Maastricht                        | 11. Olimpiada Brydżowa            | Open                              | USA                               | 1                                 |

### Zawody światowe
W światowych zawodach zdobył następujące lokaty:
| Mistrzostwa Świata. Konkurencja teamów | Mistrzostwa Świata. Konkurencja teamów | Mistrzostwa Świata. Konkurencja teamów | Mistrzostwa Świata. Konkurencja teamów | Mistrzostwa Świata. Konkurencja teamów | Mistrzostwa Świata. Konkurencja teamów |
| Rok                                    | Miejsce                                | Zawody                                 | Kategoria                              | Drużyna                                | Pozycja                                |
| -------------------------------------- | -------------------------------------- | -------------------------------------- | -------------------------------------- | -------------------------------------- | -------------------------------------- |
| 2010                                   | Filadelfia                             | 13. Seria Mistrzostw Świata            | Seniorzy                               | Carolyn Lynch                          | 11                                     |
| 2009                                   | São Paulo                              | 39 Mistrzostwa Świata Teamów           | Seniorzy                               | USA 2                                  | 4                                      |
| 2007                                   | Szanghaj                               | 38 Mistrzostwa Świata Teamów           | Seniorzy                               | USA 1                                  | 3                                      |
| 2006                                   | Werona                                 | 12. Mistrzostwa Świata                 | Seniorzy                               | Finkel                                 | 2                                      |
| 2003                                   | Monte Carlo                            | 36 Mistrzostwa Świata Teamów           | Seniorzy                               | USA 2                                  | 3                                      |
| 2001                                   | Paryż                                  | 35 Mistrzostwa Świata Teamów           | Seniorzy                               | USA 1                                  | 4                                      |
| 2000                                   | Southampton                            | 34. Mistrzostwa Świata Teamów          | Trans                                  | Ekeblad                                | 15                                     |
| 1998                                   | Lille                                  | 10 Mistrzostwa Świata                  | Open                                   | Ekeblad                                | 17                                     |
| 1994                                   | Albuquerque                            | 9 Mistrzostwa Świata                   | Open                                   | Rapee                                  | 17                                     |
| 1990                                   | Genewa                                 | 8 Mistrzostwa Świata                   | Open                                   | Rapee                                  | 3                                      |
| 1982                                   | Biarritz                               | 6 Mistrzostwa Świata                   | Open                                   | Katz                                   | 13                                     |

| Mistrzostwa Świata. Konkurencja par | Mistrzostwa Świata. Konkurencja par | Mistrzostwa Świata. Konkurencja par | Mistrzostwa Świata. Konkurencja par | Mistrzostwa Świata. Konkurencja par | Mistrzostwa Świata. Konkurencja par |
| Rok                                 | Miejsce                             | Zawody                              | Kategoria                           | Partner                             | Pozycja                             |
| ----------------------------------- | ----------------------------------- | ----------------------------------- | ----------------------------------- | ----------------------------------- | ----------------------------------- |
| 2010                                | Filadelfia                          | 13 Mistrzostwa Świata               | Miksty                              | Peggy Sutherlin                     | 104                                 |
| 2010                                | Filadelfia                          | 13. Mistrzostwa Świata              | Seniorzy                            | Dan Morse                           | 17                                  |
| 2006                                | Werona                              | 12 Mistrzostwa Świata               | Miksty                              | Peggy Sutherlin                     | 38                                  |
| 1998                                | Lille                               | 10. Mistrzostwa Świata              | Seniorzy                            | Fred Hamilton                       | 7                                   |
| 1986                                | Miami Beach                         | 7. Mistrzostwa Świata               | Open                                | Dan Morse                           | 7                                   |
| 1982                                | Biarritz                            | 6. Mistrzostwa Świata               | Miksty                              | Peggy Sutherlin                     | 2                                   |

## Klasyfikacja
- John Sutherlin – klasyfikacja WBF (ang.)